# Weldon (Arkansas)
Weldon es un pueblo ubicado en el condado de Jackson en el estado estadounidense de Arkansas. En el Censo de 2010 tenía una población de 75 habitantes y una densidad poblacional de 109,27 personas por km².

## Geografía
Weldon se encuentra ubicado en las coordenadas 35°26′52″N 91°13′54″O / 35.44778, -91.23167. Según la Oficina del Censo de los Estados Unidos, Weldon tiene una superficie total de 0.69 km², de la cual 0.69 km² corresponden a tierra firme y (0%) 0 km² es agua.

## Demografía
Según el censo de 2010, había 75 personas residiendo en Weldon. La densidad de población era de 109,27 hab./km². De los 75 habitantes, Weldon estaba compuesto por el 96% blancos, el 1.33% eran afroamericanos, el 0% eran amerindios, el 0% eran asiáticos, el 0% eran isleños del Pacífico, el 1.33% eran de otras razas y el 1.33% pertenecían a dos o más razas. Del total de la población el 1.33% eran hispanos o latinos de cualquier raza.